# Abdullah al-Shalwai
Abdullah Mutlaq al-Shalwai (arabisch عبدالله مطلق الشلوي; * 1975) ist ein ehemaliger saudi-arabischer Fußballschiedsrichterassistent.
Von 2010 bis 2018 stand al-Shalwai auf der Liste der FIFA-Schiedsrichter und war an der Spielleitung internationaler Fußballspiele beteiligt, unter anderem in der AFC Champions League Elite (24 Einsätze).
Al-Shalwai war unter anderem Schiedsrichterassistent beim olympischen Fußballturnier 2016 in Brasilien, beim Konföderationen-Pokal 2017 in Russland, bei der U-20-Weltmeisterschaft 2015 in Neuseeland, bei der U-23-Asienmeisterschaft 2016 in Katar, bei der U-23-Asienmeisterschaft 2018 in China, in der asiatischen WM-Qualifikation (12 Einsätze) sowie bei diversen Qualifikations- und Freundschaftsspielen.
Fahad al-Mirdasi wurde im April 2018 zusammen mit seinen Assistenten Mohammed al-Abakry und Abdullah al-Shalwai für die Weltmeisterschaft 2018 in Russland als Schiedsrichter berufen. Im Folgenden gestand al-Mirdasi, vor dem Endspiel des saudi-arabischen King Cups 2018 zwischen dem Ittihad FC und dem al-Faisaly FC vom Ittihad-Präsidenten Bestechungsgeld gefordert zu haben und wurde daraufhin kurz vor dem Spiel vom saudi-arabischen Fußballverband (SAFF) abberufen und lebenslänglich gesperrt. In der Folge wurden al-Mirdasi, al-Abakry und al-Shalwai im Mai 2018 durch die FIFA von der WM ausgeschlossen. Im Gegensatz zu al-Abakry beendete dieser Skandal auch al-Shalwais Karriere.